# 239년

## 연호
- 위(魏) 경초(景初) 3년
- 촉(蜀) 연희(延熙) 2년
- 오(吳) 적오(赤烏) 2년

## 기년
- 위(魏) 명제(明帝) 13년
- 촉(蜀) 후주(後主) 17년
- 오(吳) 대제(大帝) 18년
- 신라(新羅) 조분 이사금(助賁泥師今) 10년
- 고구려(高句麗) 동천왕(東川王) 13년
- 백제(百濟) 고이왕(古爾王) 6년

## 사망
- 위나라의 2대 황제 조예